# Фініметр
Фініметр (рос. финиметр, англ. finimeter, нім. Finimeter n) — манометр зі світним циферблатом, приєднаний до кисневого балона ізолюючого респіратора для реєстрації у ньому тиску кисню, з величини якого судять про термін роботи респіратора.

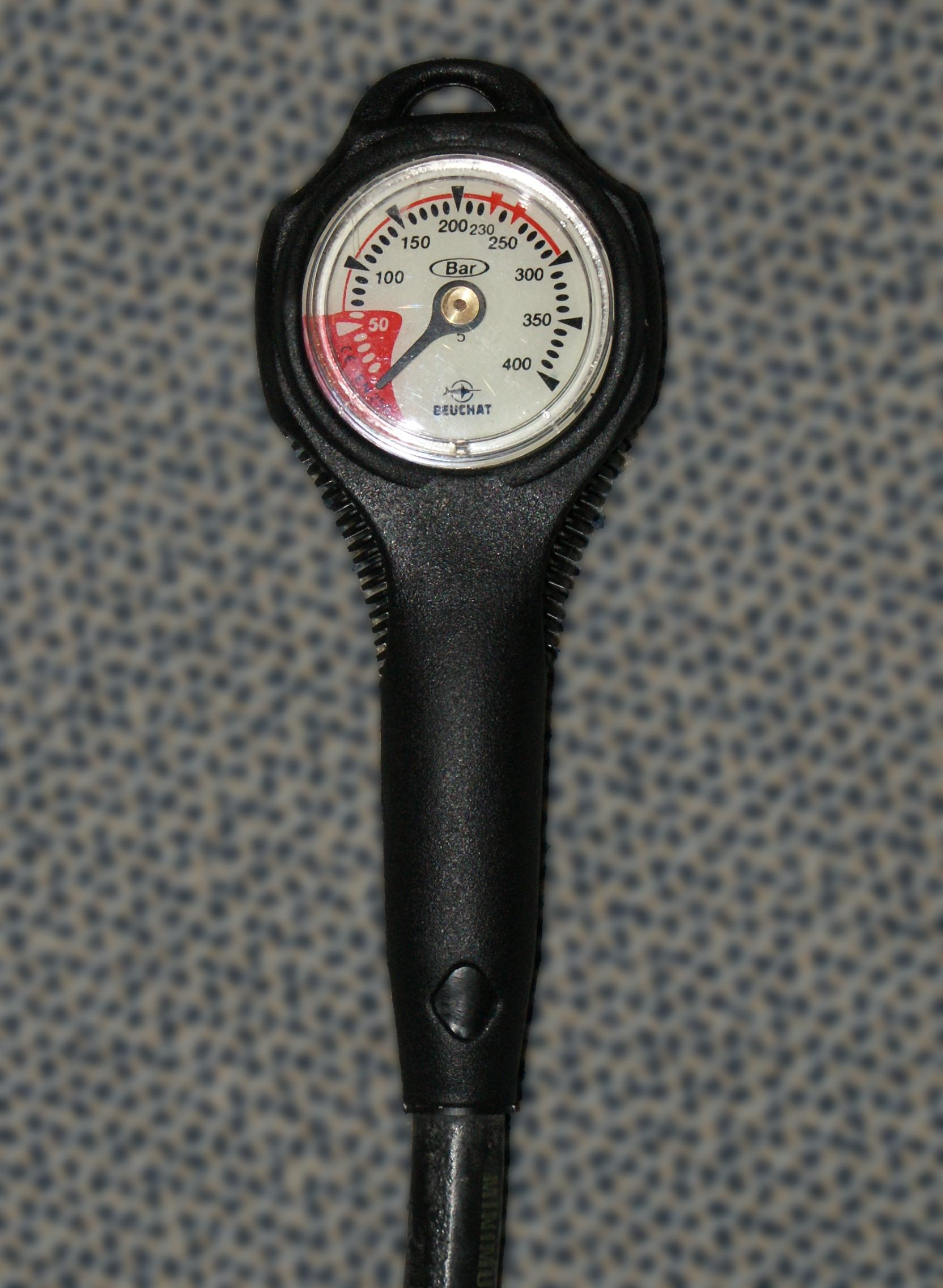
Finimeter, wie es zum Tauchen gebraucht wird.
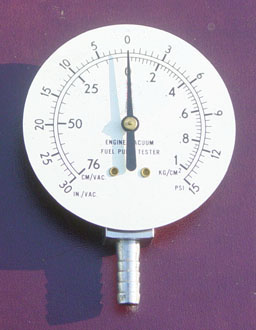
Anzeige
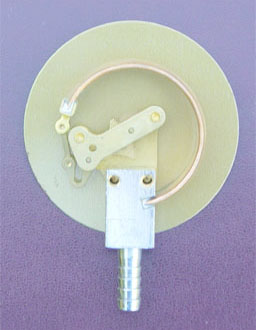
Rückseite mit Mechanik